# Áron Chorin
Áron Chorin nebo Aaron Chorin (3. srpna 1766 v Hranicích – 24. srpna 1844 v Aradu) byl maďarský reformní rabín.

## Život
Jako 14letý studoval Chorin na Mattersdorfské ješivě, ve studiu pak pokračoval u rabína Ezechiela Landaua v Praze, kde se mu dostalo znalostí ve všeobecné filosofii, naučil se němčině a začal se zajímat o kabalu. Roku 1783 se oženil a neúspěšně se pokusil o kariéru obchodníka. Roku 1789 byl jmenován rabínem v rumunském Aradu a tento úřad vykonával až do své smrti. V roce 1803 v Praze publikoval svou knihu Emek ha-šave, v níž napadal tehdejší zvyky, jež podle jeho prohlášení nemají žádné podklady v židovství, přičemž své reformní kroky založil na zákonech z Talmudu. Kniha v ultraortodoxních kruzích vyvolala bouři hněvu a byla označena za kacířskou. Mordechaj Benet z Mikulova požadoval po aradské obci, aby nad knihou vyhlásila klatbu („cherem“). Chorin byl předvolán k rabínskému soudu, po jehož rozsudku měla být kniha spálena a na Chorinovi bylo požadováno písemné odvolání. Chorin však podal nové odvolání u uherské vlády, po němž byl rozsudek zrušen.

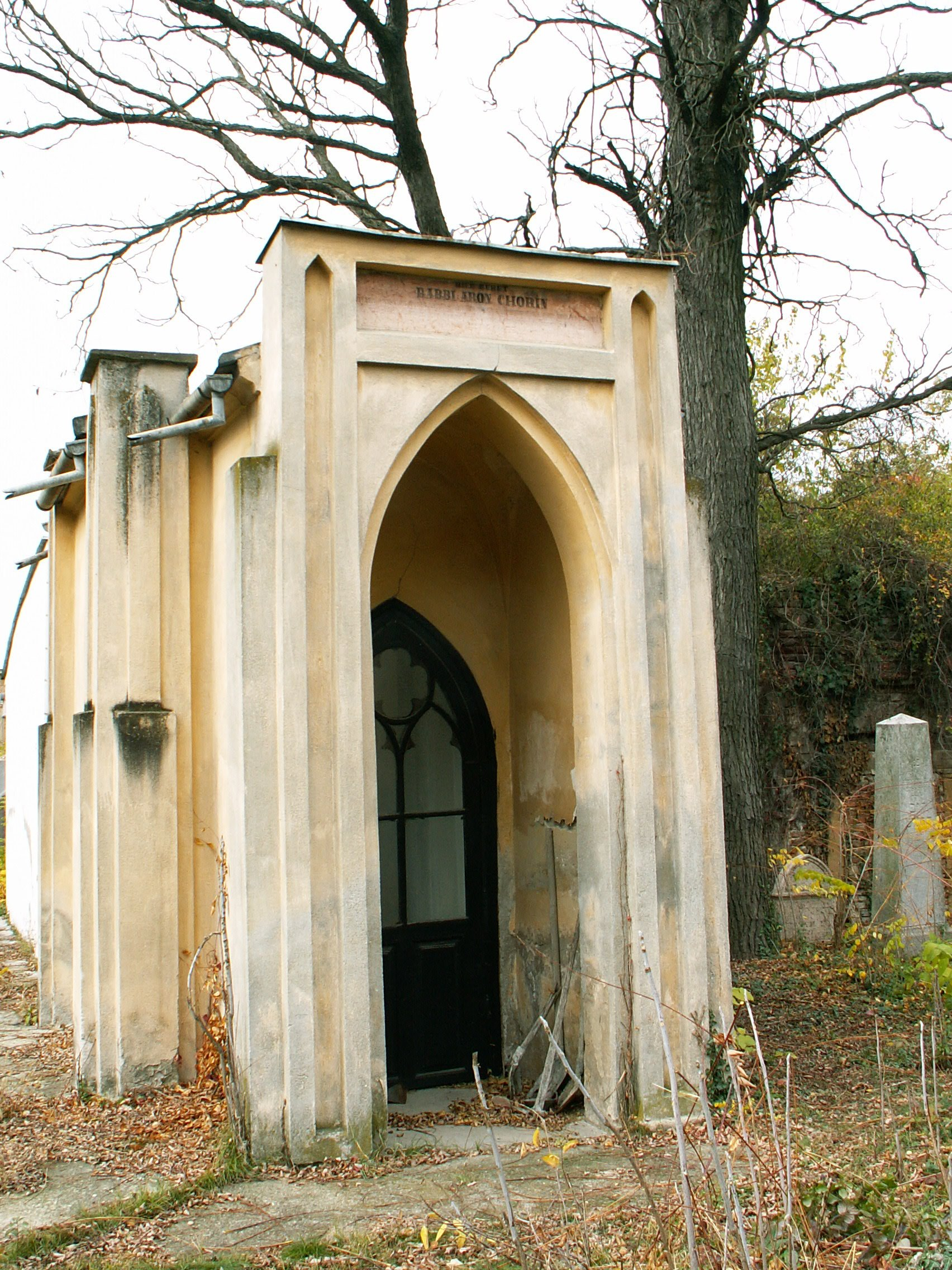
Náhrobek Árona Chorina na židovském hřbitově v Aradu

Nejdůležitější novoty, jichž se Chorinovo dílo dotýká byla synagogální liturgie. Pozměnil text některých modliteb, vyňal modlitbu Kol nidre, povolil modlitby v místním jazyce bez pokrývky hlavy a povolil použití varhan při šabatu. Navíc povolil jízdu na koni a psaní o šabatu a zkrátil sedm dní smutku držených po smrti člena rodiny („šiva“). Jako přesvědčený bojovník za světské vztahy a za zlepšení sociálního a kulturního statusu Židů v Uhrách podpořil založení rabínského semináře a školy, kde se Židé měli naučit řemeslným a zemědělským znalostem. Ve svém článku Kin'at ha-emet ("Žárlivost pravdy") podpořil reformy zavedené Izraelem Jacobsonem. V Davar be-ito ("Slovo doby", německy "Ein Wort zu seiner Zeit", vydaném hebrejsky a německy v roce 1820) zdůraznil, že Boží láska a lidství mají mít přednost před pozitivními příkazy. Jeho článek Hillel, sepsaný ve formě dialogu mezi rabi Hilelem a jeho žákem Jochananem ben Zakajem, je napsaný ve stejném duchu. V ortodoxních kruzích byl označován pohrdavě jako Acher ("jiný"), což je za prvé akronym jeho jména Aaron Chorin Rabbi a za druhé bylo toto označení použito jako přezdívka pro Elišu ben Abuja po jeho apostázii.

## Galerie

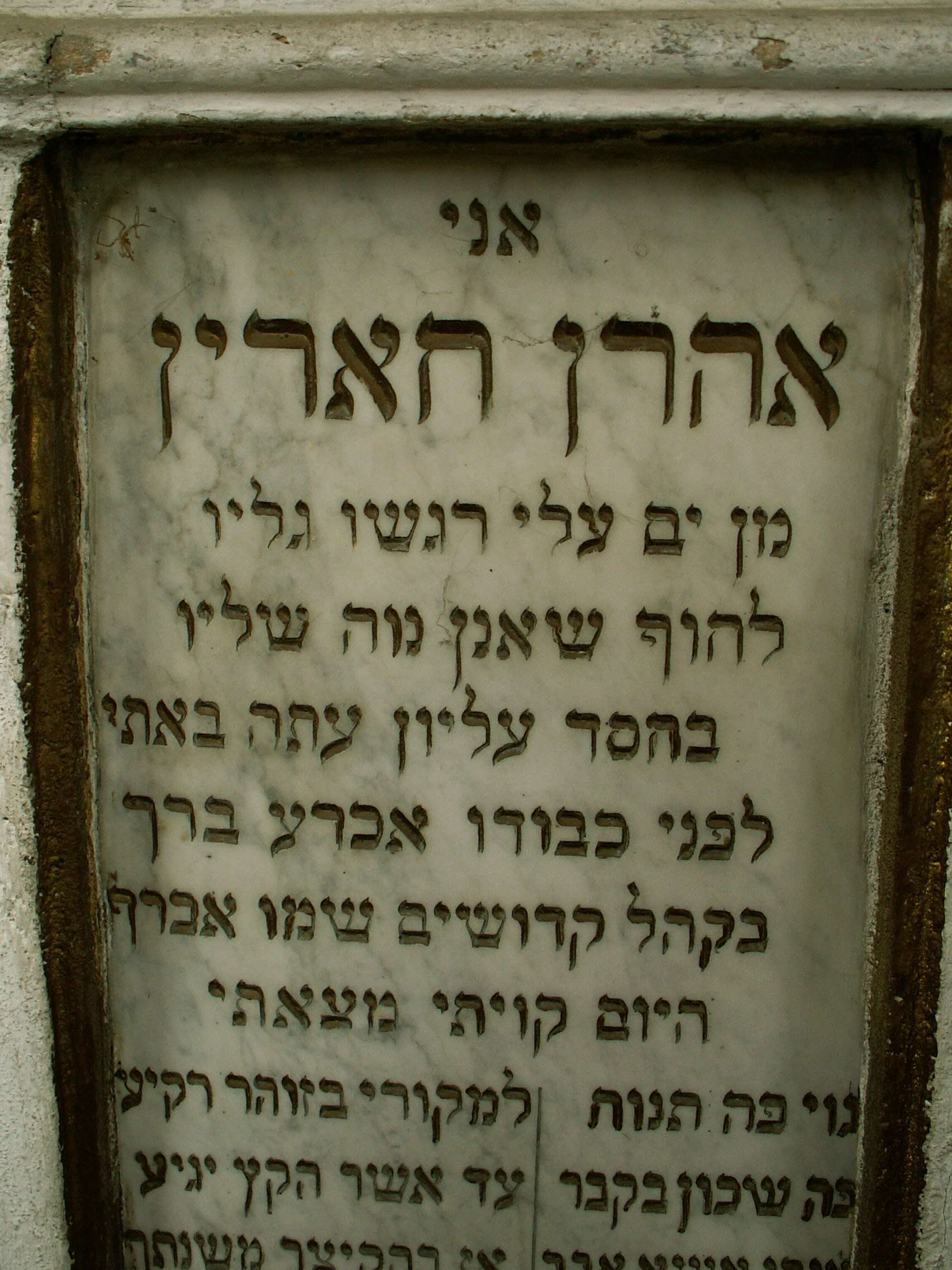
Náhrobek Árona Chorina v Aradu, horní část
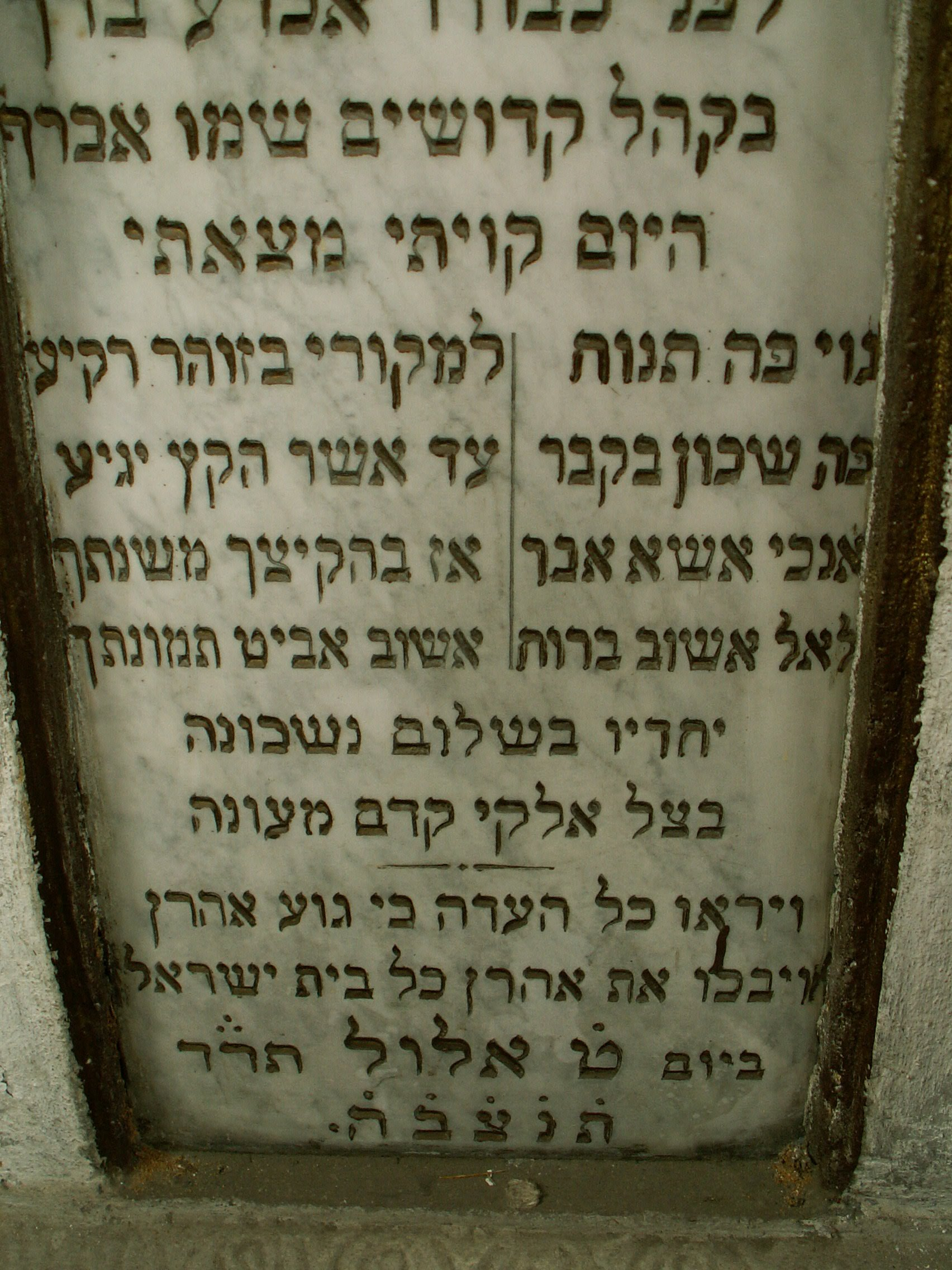
Náhrobek Árona Chorina v Aradu, dolní část